# Karosa ŠM 16,5
Karosa ŠM 16,5 je městský kloubový autobus řady Š od národního podniku Karosa Vysoké Mýto ze 60. let 20. století. Vůz ŠM 16,5 byl nástupcem modelu Škoda 706 RTO-K, který byl vyroben pouze v jednom prototypu.

## Konstrukce
Autobus ŠM 16,5 (Škoda – název výrobce motoru – městský, číslice 16,5 označuje přibližnou délku v metrech) je kloubovou (článkovou) variantou městského vozu Karosa ŠM 11, který Karosa sériově vyráběla již od roku 1966. ŠM 16,5 je třínápravový dvoučlánkový autobus se střední hnací nápravou. Konstrukčně je odvozen od standardní verze ŠM 11, přední článek je téměř shodný s tímto vozem, upravený zadní článek taktéž vychází z typu ŠM 11. Vůz ŠM 16,5 má samonosnou karoserii panelové konstrukce a motor umístěný pod vozovou skříní mezi nápravami. V každém článku se nacházely dvoje, pneumaticky ovládané skládací dveře (přední a zadní trojkřídlé, ostatní čtyřkřídlé). Ač šlo o městskou verzi, sedadla pro cestující byla v interiéru rozmístěna 2+2 se střední uličkou. Zvláštností ale byly dvě sedačky umístěné přímo v kloubu.

## Výroba a provoz
Prototyp kloubového autobusu ŠM 16,5 byl dokončen v roce 1966. Vzhledem k negativním zkušenostem z provozu tohoto vozu (časté závady) bylo rozhodnuto o výrobě patnáctikusové ověřovací série, která byla vyrobena v letech 1968 a 1969. I když vyrobené vozy již byly poměrně spolehlivé, další autobusy ŠM 16,5 již vyrobeny nebyly z několika důvodů. Jednak to bylo kvůli kapacitě výrobního závodu ve Vysokém Mýtě a také proto, že pražský dopravní podnik, největší odběratel městských autobusů z Karosy, nejevil přílišný zájem o tento typ. Svou roli také sehrálo rozdělení výroby v jednotlivých zemích RVHP, kdy výroba kloubových autobusů byla přidělena Maďarsku.
16 vyrobených vozů bylo rozděleno takto: provozy MHD v Brně, v Nitře (po čtyřech vozech), v Pardubicích (prototyp), v Táboře a v Ústí nad Labem (po jednom voze). Zbytek obdržely podniky ČSAD v Bratislavě (1 vůz, roku 1970 předán do Nitry) a v Brně (4 vozy). Poslední autobus ŠM 16,5 dojezdil v Pardubicích v roce 1984 kvůli neopravitelné závadě, paradoxně se jednalo o „nespolehlivý“ prototyp z roku 1966.
Žádný kloubový autobus ŠM 16,5 nebyl zachován jako historický exponát, nicméně od roku 2012 se na Slovensku věnuje soukromý zájemce stavbě repliky.